# Флаг Сочи
Флаг муниципального образования город-курорт Со́чи Краснодарского края Российской Федерации — опознавательно-правовой знак, служащий официальным символом муниципального образования.
Флаг утверждён 7 июня 2005 года решением Городского Собрания Сочи № 199 и 14 октября 2005 года внесён в Государственный геральдический регистр Российской Федерации с присвоением регистрационного номера 1982.
14 февраля 2006 года, решением Городского Собрания Сочи № 22, на основании свидетельства Геральдического совета при Президенте Российской Федерации от 14.10.2005 № 26Д о регистрации флага города Сочи и внесении его в Государственный геральдический регистр Российской Федерации, изменено описание флага и утверждён новый эскиз флага.

## Описание
Описание флага, утверждённое решением Городского Собрания Сочи от 7 июня 2005 года № 199, гласило:

«Флаг города Сочи представляет собой прямоугольное полотнище с отношением ширины к длине 2:3, разделённое на четыре равных части: две серебряного (вверху у древка и внизу против древка) и две червлёного цвета. Вверху верхней части полотнища у древка — три серебряные горы, тонко окаймлённые лазурью. В верхней части полотнища против древка — пальма золотого цвета, смещённая от древка и наклоненная к древку. В центре нижней части полотнища у древка — солнце с чередующимися прямыми и пламенеющими лучами золотого цвета. Ниже центра нижней части полотнища против древка — волнистая и выщербленная внизу полоса лазоревого цвета. В центре полотнища — прямоугольник лазоревого цвета высотой в 1/2 от высоты полотнища и шириной в 1/4 от длины полотнища, в котором чаша серебряного цвета со стекающими с неё каплями серебряного цвета, а над ней — пламя червлёного цвета».
Описание флага, утверждённое решением Городского Собрания Сочи от 14 февраля 2006 года № 22, гласит:

«Флаг города Сочи представляет собой прямоугольное полотнище с отношением ширины к длине 2:3, разделённое на четыре равных части: две белого (вверху у древка и внизу против древка) и две красного цвета. В верху верхней части полотнища у древка — три белые горы, тонко окаймлённые голубым. В верхней части полотнища против древка — пальма жёлтого цвета, смещённая от древка и наклоненная к древку. В центре нижней части полотнища у древка — солнце с чередующимися прямыми и пламенеющими лучами жёлтого цвета. Ниже центра нижней части полотнища против древка — волнистая и выщербленная внизу полоса голубого цвета. В центре полотнища — прямоугольник голубого цвета высотой в 1/2 от высоты полотнища и шириной 1/4 от длины полотнища, в котором чаша белого цвета со стекающими с неё каплями белого цвета, а над ней — пламя красного цвета».

## Обоснование символики
Сочи — город-курорт. Мягкий субтропический климат, тёплое Чёрное море, южные склоны Большого Кавказского хребта, яркая субтропическая зелень, целебные минеральные и сероводородные мацестинские источники ставят его в число лучших курортов России и мира.
Флаг города Сочи разработан на основе герба города Сочи, который содержит символы, характеризующие специфику города, его уникальный комплекс природных бальнеологических и климатических факторов.
Флаг города Сочи разделён на четыре части, отражающие современную планировочно-градостроительную структуру города, его административно-территориальное деление на 4 района: Адлерский, Хостинский, Центральный и Лазаревский, установленное Уставом города Сочи.
В первой части — серебряные три горы, тонко окаймлённые лазурью. Это горы Кавказского Хребта, горные вершины Чугуш (3238 м), Ачишхо (2391 м), Аибга (2375 м) с вечными снегами и ледниками — символ города Сочи с уникальным горнолыжным курортом Красная Поляна, расположенным в Адлерском районе. Канатно-кресельная дорога доставляет гостей курорта на высоту 2228 метров.
Во второй части — пальма золотого цвета — дерево, символизирующее самые северные в мире субтропики, вечнозелёную растительность — основное и уникальное богатство города Сочи. В Хостинском районе города Сочи расположен всемирно известный парк «Дендрарий», в котором собраны более 1800 видов деревьев и кустарников, включая пальмы, субтропические плодовые, бамбук, эвкалипты. «Дендрарий» — самый большой дендропарк России, изящный сплав ландшафтного дизайна, неповторимой садово-парковой архитектуры и уникальных субтропических растений южной столицы России, где растительность является одним из лечебных факторов.
В третьей части — солнце с чередующимися прямыми и пламенеющими лучами золотого цвета, символизирующее развитие города, инфраструктуры Центрального района, обслуживающего в основном весь курортный комплекс города Сочи. Кроме того, солнце — это пляжный курортный сезон, продолжающийся почти 10 месяцев, 280 солнечных дней в году.
В четвёртой части — волнистая и выщербленная внизу полоса лазоревого цвета, представляющая волны Чёрного моря, омывающие город и его самый большой пляж — Лазаревский район, протянувшийся вдоль побережья более чем на 70 километров.
Центральное связующее звено представляет собой прямоугольник с изображением «чаши с огненной водой» — символом знаменитых сероводородных мацестинских минеральных источников, давших рождение городу Сочи как курорту и снискавших ему славу всероссийской здравницы («Мацеста» в переводе с убыхского «огненная вода»).
Флаг города Сочи выполнен с соблюдением законов цветовой гармонии:
- голубого цвета — символа чести, славы, преданности, истины, красоты, добродетели и чистого неба;
- белого цвета (серебро) — символа простоты, совершенства, мудрости, благородства, мира, взаимосотрудничества;
- жёлтого цвета (золото) — символа прочности, богатства, величия, интеллекта и прозрения;
- красного цвета — символа красоты и жизнеутверждающей силы.